# Cha mẹ

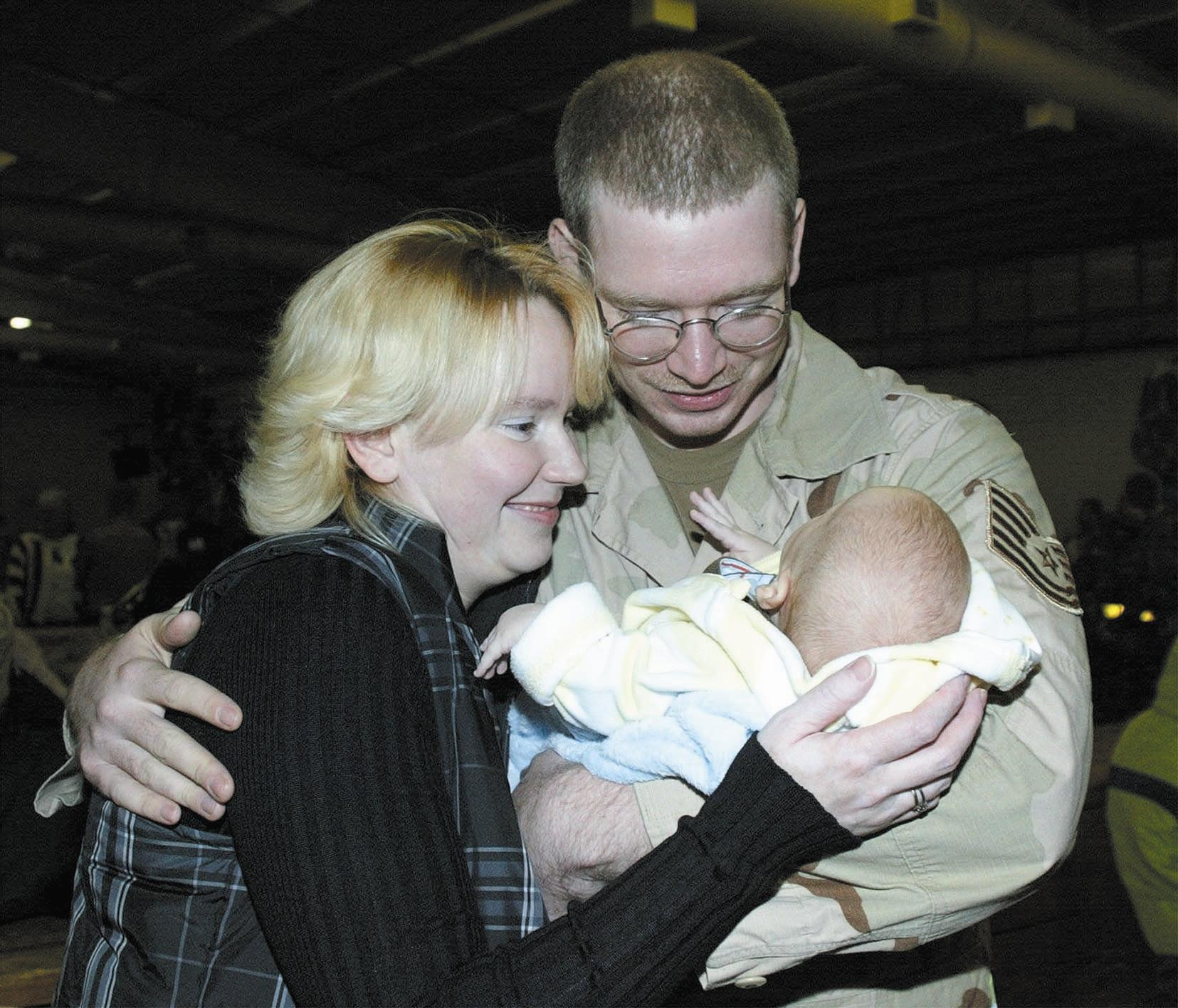
Hình ảnh một cặp cha mẹ chăm sóc một đứa em bé

Cha mẹ (hay bố mẹ, thầy u, tía má, ba má, thầy mẹ, ba mẹ, phụ mẫu, song thân, đấng sinh thành, bậc sinh thành, phụ huynh, xuân đường và huyên đường, song đường) là những người chăm sóc con của họ trong gia đình của mình. Cha mẹ sinh học là người mà con của họ tạo ra, người nam qua tinh trùng và người nữ qua trứng. Với những tiến bộ sinh học gần đây, một người có thể có hơn hai cha mẹ sinh học, trong trường hợp trẻ mồ côi thì cha mẹ là người nuôi dưỡng hợp pháp được pháp luật công nhận.